# 필리파 수
필리파 수(Phillipa Soo, 1990년 5월 31일 ~ )는 미국의 배우, 가수이다.

## 출연 작품
- 오버 더 문 (2020) - 항아 역 (목소리)
- Broadway Musical HAMILTON (Original cast) - Eliza Hamilton 역